# کورنبرگ جانسون (بازیکن فوتبال)
کورنبرگ جانسون (انگلیسی: Roger Johnson؛ زادهٔ ۲۸ آوریل ۱۹۸۳) یک بازیکن فوتبال اهل بریتانیا است.